# John Greyson
John Greyson är en kanadensisk regissör och manusförfattare, född 1960, som bland annat skrivit och regisserat Pissoir.